# Rafael Cardoso
Pour les articles homonymes, voir Cardoso.
Rafael Cardoso est un acteur brésilien né à Porto Alegre, dans l'État de Rio Grande do Sul, au Brésil, le 17 novembre 1985.

## Biographie
Il a commencé sa carrière à la télévision en tenant des rôles secondaires dans des productions de RBS TV, le réseau de télévision du Rio Grande do Sul.
Il fait sa première apparition à la télévision nationale en 2008, en jouant dans le soap opera Beleza Pura, une telenovela brésilienne.
En novembre 2009, Rafael Cardoso apparaît dans son premier long-métrage, Jamais sans toi (Do Começo ao Fim), dans le rôle de Thomas, un jeune homme engagé dans une relation homosexuelle incestueuse avec son demi-frère, Francisco,.

## Filmographie

### Télévision
- 2007 - Pé na Porta  : Rafael
- 2008 - Beleza Pura : Klaus Amarante
- 2009 - Cinquentinha : Eduardo
- 2010 - Ti Ti Ti : Jorgito Bianchi
- 2011 - A Vida da Gente : Rodrigo Macedo
- 2012 - Lado a Lado : Albertinho

### Cinéma
- 2009 - Jamais sans toi (Do Começo ao Fim) : Thomas